# Biegi narciarskie na Zimowych Igrzyskach Olimpijskich 2014 – sztafeta kobiet
Sztafeta kobiet rozgrywana w ramach biegów narciarskich na Zimowych Igrzyskach Olimpijskich 2014 odbyła się 15 lutego na kompleksie narciarsko-biathlonowym „Łaura” w Krasnaja Polana. W każdym zespole znajdowały się cztery zawodniczki, które do przebiegnięcia miały po 5 km każda. Dwie pierwsze zmiany rozgrywane były techniką klasyczną, a dwie kolejne – dowolną.
Mistrzyniami olimpijskimi zostały Szwedki: Ida Ingemarsdotter, Emma Wikén, Anna Haag oraz Charlotte Kalla. Drugie miejsce zajęły Finki, które biegły w składzie: Anne Kyllönen, Aino-Kaisa Saarinen, Kerttu Niskanen i Krista Lähteenmäki. Na trzecim stopniu podium uplasowała się sztafeta Niemiec: Nicole Fessel, Stefanie Böhler, Claudia Nystad oraz Denise Herrmann. Wśród zawodniczek biegnących techniką klasyczną (pierwsza i druga zmiana), najlepszy czas uzyskała Justyna Kowalczyk. Wśród zawodniczek startujących techniką dowolną (trzecia i czwarta zmiana), najszybsza okazała się Szwedka Charlotte Kalla.

## Terminarz
| Data      | Konkurencja | Godzina rozpoczęcia | Godzina rozpoczęcia |
| Data      | Konkurencja | Czas CET            | Czas lokalny        |
| --------- | ----------- | ------------------- | ------------------- |
| 15 lutego | Finał       | 11:00               | 14:00               |

## Wyniki
| Pozycja | Nr | Reprezentacja     | Zawodniczki                                                               | Czas zawodniczki                | Miejsce drużyny | Czas drużyny | Strata  |
| ------- | -- | ----------------- | ------------------------------------------------------------------------- | ------------------------------- | --------------- | ------------ | ------- |
| 1.      | 2  | Szwecja           | Ida Ingemarsdotter Emma Wikén Anna Haag Charlotte Kalla                   | 14:09,8 14:02,3 12:40,2 12:10,4 | 3. 1. 3. 1.     | 53:02,7      | –       |
| 2.      | 5  | Finlandia         | Anne Kyllönen Aino-Kaisa Saarinen Kerttu Niskanen Krista Lähteenmäki      | 14:21,2 13:51,3 12:14,1 12:36,6 | 9. 2. 1. 2.     | 53:03,2      | +0,5    |
| 3.      | 7  | Niemcy            | Nicole Fessel Stefanie Böhler Claudia Nystad Denise Herrmann              | 14:13,4 13:59,9 12:19,1 12:31,2 | 6. 3. 2. 3.     | 53:03,6      | +0,9    |
| 4.      | 6  | Francja           | Aurore Jean Célia Aymonier Anouk Faivre-Picon Coraline Hugue              | 14:12,1 14:13,8 12:34,5 12:47,3 | 5. 6. 4.        | 53:47,7      | +45,0   |
| 5.      | 1  | Norwegia          | Heidi Weng Therese Johaug Astrid Jacobsen Marit Bjørgen                   | 14:12,0 14:13,5 12:34,5 12:56,3 | 4. 5.           | 53:56,3      | +53,6   |
| DSQ     | 3  | Rosja             | Julija Iwanowa Olga Kuziukowa Natalja Żukowa Julija Czekalowa             | 14:05,5 14:37,2 12:34,9 12:48,7 | 1. 7. 6.        | 54:06,3      | +1:03,6 |
| 7.      | 9  | Polska            | Kornelia Kubińska Justyna Kowalczyk Sylwia Jaśkowiec Paulina Maciuszek    | 14:37,4 13:47,7 12:34,2 13:39,6 | 11. 4. 7.       | 54:38,9      | +1:36,2 |
| 8.      | 8  | Włochy            | Virginia De Martin Topranin Elisa Brocard Marina Piller Ilaria Debertolis | 14:26,9 14:49,4 12:42,9 13:20,7 | 10. 8.          | 55:19,9      | +2:17,2 |
| 9.      | 4  | Stany Zjednoczone | Kikkan Randall Sadie Maubet Bjornsen Liz Stephen Jessica Diggins          | 14:45,2 14:31,8 12:44,2 13:32,2 | 12. 9.          | 55:33,4      | +2:30,7 |
| 10.     | 12 | Czechy            | Eva Vrabcova-Nývtová Karolína Grohová Petra Nováková Klára Moravcová      | 14:06,1 15:25,3 13:06,4 13:52,0 | 2. 10.          | 56:29,8      | +3:27,1 |
| 11.     | 13 | Słowenia          | Alenka Čebašek Katja Višnar Barbara Jezeršek Vesna Fabjan                 | 14:18,2 15:39,1 12:56,1 13:43,6 | 7. 12. 11.      | 56:37,0      | +3:34,3 |
| 12.     | 10 | Ukraina           | Tetiana Antypenko Wałentyna Szewczenko Maryna Ancybor Kateryna Hryhorenko | 15:10,6 14:55,4 13:01,7 13:48,4 | 13. 12.         | 56:56,1      | +3:53,4 |
| 13.     | 11 | Austria           | Kateřina Smutná Nathalie Schwarz Teresa Stadlober Veronika Mayerhofer     | 14:20,3 15:36,8 13:08,7 13:58,9 | 8. 11. 12. 13.  | 57:04,7      | +4:02,0 |
| 14.     | 14 | Kanada            | Perianne Jones Daria Gaiazova Emily Nishikawa Brittany Webster            | 15:50,9 15:09,5 13:27,3 14:45,9 | 14.             | 59:13,6      | +6:10,9 |